# Vérkhniaia Plàvitsa
Vérkhniaia Plàvitsa (en rus: Верхняя Плавица) és un poble de l'óblast de Vorónej, a Rússia, segons el cens del 2010 tenia 432 habitants.